# SBB Fb 2/5
Die Fb 2/5 11001 war eine Probelokomotive der Schweizerischen Bundesbahnen (SBB). Sie wurde aus einer Stangenlokomotive für die französische MIDI-Bahngesellschaft umgebaut und war nur für kurze Zeit im Einsatz vor leichteren Zügen. Sie diente hauptsächlich der Erprobung der neuen Einzelachsantriebe im täglichen Einsatz.
Ab dem 1. August 1918 wurde die Lokomotive als 2B1 10001, vom 1. Mai 1919 bis zum Mai 1920 als Fb 2/5 10001 und seither als Be 2/5 11001 bezeichnet. Vom Personal bekam sie den Namen „Midi-Lok“ oder „Viktor“.

## Vorgeschichte
Während des Ersten Weltkrieges beschlossen die SBB, möglichst rasch den elektrischen Betrieb auf den Hauptstrecken einzuführen, um so von den Kohlenlieferungen der kriegsführenden Nachbarländer unabhängig zu werden. Da die Technologie des elektrischen Eisenbahnbetriebes noch neu war, wurden bei der Industrie vier Probelokomotiven bestellt. Die SBB wollten aber bereits vor Ablieferung der bestellten Lokomotiven mit den Versuchen auf der für den elektrischen Betrieb hergerichteten Strecke Bern–Thun beginnen. Deshalb anerbot sich BBC, die ursprünglich für die französische MIDI-Bahngesellschaft gebaute Stangenlokomotive E 3301 für die Bedürfnisse der SBB umzubauen: die Stangen wurden entfernt, die Repulsionsmotoren durch Einphasenmotoren ersetzt und zwei Einzelachsantriebe eingebaut. Die dritte Triebachse der ursprünglichen Stangenlokomotive blieb ohne Antrieb, was der Lokomotive ein eigenwilliges Aussehen gab.

### Versuchsbetrieb in Frankreich

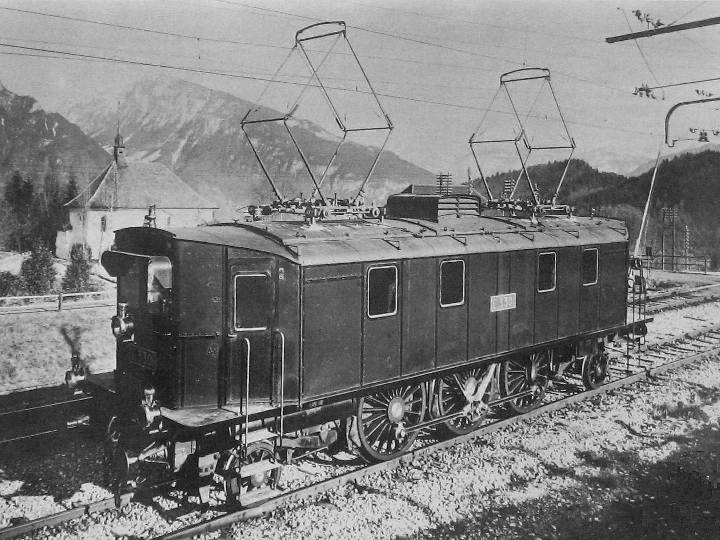
Midi E 3301, die spätere SBB Be 2/5 11001

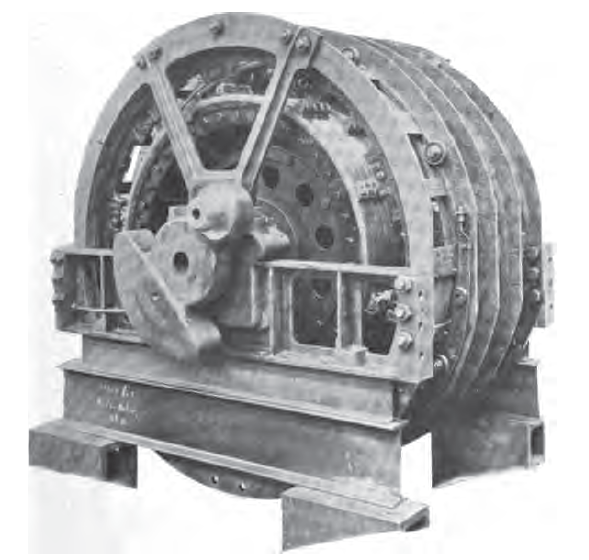
10-poliger Déri-Fahrmotor der Midi E 3301

Im Jahr 1910 beschloss die französische Compagnie des chemins de fer du Midi, die Bahnstrecke Perpignan–Villefranche mit Einphasenwechselspannung von 12 kV und 16⅔ Hz zu elektrifizieren. Die 46 km lange Strecke weist auf dem zweiten Teil den Charakter einer Gebirgsbahn auf mit Steigungen bis zu 21,4 ‰. Es wurden bei verschiedenen Firmen im In- und Ausland sechs Einphasenlokomotiven bestellt mit dem Ziel, die geeignetste Konstruktion auswählen zu können.
Folgende Leistungen mussten mit der vorgeschriebenen Achsfolge von 1'C1' erbracht werden:
- Anfahren einer Anhängelast von 400 t auf 22 ‰ Steigung.
- Befördern eines Zuges von 300 t mit 40 km/h auf 22 ‰ Steigung.
- Befördern eines Zuges von 100 t mit 60 km/h auf 22 ‰ Steigung.
- Eine Rekuperationsbremse für die Talfahrt musste vorhanden sein.

Die beiden Firmen Schweizerische Lokomotiv- und Maschinenfabrik (SLM) und Brown, Boveri & Cie (BBC) bauten in den Jahren 1910/1911 die Lokomotive E 3301. Der Antrieb erfolgte durch zwei grosse 10-polige parallelgeschaltete langsamlaufende Repulsionsmotoren der Bauart Déri, welche fast den ganzen Lokomotivkasten ausfüllten. Die Leistung und Drehrichtung dieser Motoren wird durch Verdrehen der beweglichen Bürstenbrücken auf den Kollektoren gesteuert, was rucklose Anfahrten erlaubte. Sie wurden durch zwei ebenfalls parallelgeschaltete Transformatoren mit einer Spannung von 1’250 V versorgt. Anfahrt, Beschleunigung und Richtungswechsel wurden einzig über die beweglichen Bürstenbrücken bewerkstelligt. Das Drehmoment der zwei Motoren wurde von zwei schrägen Triebstangen ohne Vorgelege auf die mittlere Triebachse übertragen. Von dort erfolgte der Antrieb der äusseren Achsen über Kuppelstangen.
Die Transformatoren wurden für die Versuchsfahrten auf der Bahnstrecke Spiez–Frutigen der Lötschbergbahn mit Zusatzwicklungen für den Betrieb mit 15’000 V ausgerüstet. Schon bei diesen Probefahrten erwies sich die Lokomotive als Fehlkonstruktion. Die Kommutation der Fahrmotoren war äusserst schlecht. Beim Anfahren war die Phasenverschiebung so gross, dass der dadurch verursachte Blindstrom oft den Schutz des Kraftwerks Spiez ansprechen liess, so dass dieses selbstständig ausschaltete.
Am 18. Februar 1912 wurde die Lokomotive trotzdem nach Perpignan überstellt. Dort wurde sie bis 16. August 1912 erprobt. Die Lokomotive konnte dabei die geforderten Leistungen nicht erfüllen und wurde an den Hersteller zurückgewiesen, wie dies auch mit zwei weiteren Maschinen von anderen Herstellern geschah. Zwei andere Lokomotiven konnten das Pflichtenheft teilweise und eine konnte es ganz erfüllen.
Nach der Rückweisung der Lokomotive  E 3301 wurden von der schweizerischen Lokomotivindustrie nur noch für die Rhätische Bahn Lokomotiven mit langsamlaufenden, hochliegenden Repulsionsmotoren gebaut.

### Umbau zum Erprobungsträger

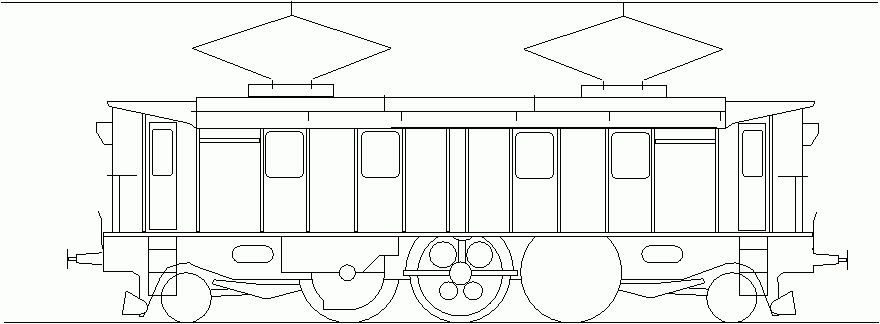
Typenskizze der zur SBB Fb 2/5 11001 umgebauten Lok

Der Einzelachsantrieb war von den Konstrukteuren schon längere Zeit untersucht worden. In Form des Tatzlagerantriebes war er für kleine Leistungen und Geschwindigkeiten schon vorhanden und vor allem bei Strassenbahnen im Einsatz. Die Art des Antriebes eignete sich aber für grössere Leistungen nicht, weil bei dieser Bauart ein Teil des Gewichtes des Fahrmotors direkt ohne Federung von der Achse getragen wird. Dies bewirkt bei grösseren Fahrmotoren einen unruhigen Lauf vor allem bei grösseren Geschwindigkeiten. Otto Tschanz, der damalige Obermaschineningenieur der SBB regte deshalb an, die MIDI 3301 zu einem Erprobungsträger umzubauen.

## Technik
Der durch die BBC vorgenommene Umbau war tiefgreifend – einzig der Rahmen, der Kasten, die zwei Laufachsen und der Treibradsatz I wurden von der alten Lok übernommen. Die beiden Transformatoren wurden durch einen einzigen holzverschalten Transformator hinter dem Führerstand I ersetzt, der mit einem Flachbahnstufenschalter für die Leistungsregelung versehen wurde. Die Repulsionsmotoren wurden ausgebaut und die Trieb- und Kuppelstangen entfernt. Die erste Triebachse wurde zur Laufachse, die zum Massenausgleich des vom Stangenantrieb vorhandenen Gegengewichtes auf den Kurbelzapfen Ausgleichsmassen montiert erhielt.

### Mechanischer Teil

#### Fahrwerk
Die Lokomotive war als Rahmenlokomotive mit je einer vor- und nachlaufenden Bisselachse ausgebildet. Da die Triebachse I zu einer Laufachse wurde, ergab sich die einzigartige Achsfolge 1’1Bo1’.

#### Antrieb
Für den Antrieb der Lokomotive wurden die Triebachsen II und III eingesetzt. Die Triebachse II erhielt den Buchli-Antrieb von BBC. Dieser war, anders als bei den Lokomotiven Ae 3/6I und Ae 4/7, beidseitig angeordnet, da man der Leistungsfähigkeit noch nicht so sehr traute. Die dritte Triebachse erhielt den von Otto Tschanz entworfenen Tschanz-Antrieb, der das Drehmoment über ein doppeltes Zahnradgetriebe und eine durch die hohle Achse geführte Kardanwelle übertrug. Zur Erhöhung des Reibungsgewichtes und zum Ausgleich der Masse wurden im Maschinenraum Schienenstücke platziert.

#### Lokomotivkasten
Die Lokomotive hatte einen an den Enden stark eingezogenen Kasten ohne Vorbauten. Markant war auch der über beide Führerstandsfenster reichende, grosse Blendschutz.

### Elektrischer Teil
Die elektrische Ausrüstung entsprach dem damaligen Stand der Technik. Es wurden dabei auch bereits vorhandene Komponenten, teilweise auch von Konkurrenzfirmen, benutzt. Die Lokomotive besass zwei Stromabnehmer, eine Blitzschutzspule, einen Hauptschalter mit Nullspannungs- und Primärschutzrelais und einen Transformator mit Stufenschalter. Pro Motor waren je ein Niederspannungsölschalter mit Maximalstromauslösung und ein pneumatisch angetriebener Wendeschalter vorhanden. Die Fahrmotoren kamen als gebrauchte Maschinen von BBC und MFO und waren parallel geschaltet. Die Hilfsbetriebe umfassten Ventilatoren für den Transformator und die Motoren, den Kompressor und eine Umformergruppe für Beleuchtung, Steuerstrom und Batterieladung. Führerstandsheizung und Zugheizung waren am Anfang nicht eingebaut.

## Betriebseinsatz
Da die SBB zum Zeitpunkt des Beginns der Erprobung noch keine mit 15 kV elektrifizierte Strecke zur Verfügung hatten, fanden die Versuchsfahrten auf der Lötschbergbahn statt. Am 1. August 1918 wurde die Lokomotive der BLS mit einem Protokoll als 2B1 10001 offiziell übergeben.
Das Inventar der auf der Lokomotive mitgeführten Werkzeuge war umfangreich. Es enthielt unter anderem die folgenden Gegenstände:
- 23 Gabelschlüssel (Maulweite 12 mm bis 110 mm)
- 5 verschiedene Hämmer
- 7 Ölkannen
- 1 Beil
- 1 Säge
- 1 Fusswinde
- 1 Stockwinde

Bei der Übergabe lehnten die SBB jegliche Verantwortung für Betriebsstörungen ab, die durch die Holzverschalung des Transformators entstehen könnten, im Besonderen für Schäden bei Brandausbrüchen, ebenso für die Beschädigung von Apparaten in der Nähe der als Ballast mitgeführten Schienenabfälle. Weiter wurden undichte Zahnradkästen und Luftleitungen, die unzureichende Kommutation des MFO-Fahrmotors und die Neigung der Rotor- und Laufachslager zum Warmlaufen festgestellt.
Der Versuchsbetrieb bei der BLS konnte ohne grössere Probleme durchgeführt werden. Die Lokomotive mit den zwei neuen Antrieben bewährte sich. Eine Führerstandsheizung, ein Elektroden-Dampfkessel und Dampfheizkupplungen auf beiden Seiten zur Heizung von Personenwagen wurden nachgerüstet. Am 1. Mai 1919 wurde die Lokomotive als Fb 2/5 10001 von den SBB übernommen. Sie führte ab Juli 1919 vor allem Personenzüge zwischen Bern und Thun, teilweise auch bis Spiez und legte dabei bis Ende Jahr 24’500 km zurück.
Im Jahr 1920 legte die inzwischen als Be 2/5 11001 bezeichnete Lokomotive nur noch ungefähr 5’500 km zurück, da die inzwischen eingetroffenen Be 4/6 12303-12342 und Ce 6/8 II in Dienst gestellt wurden und die Leistungen übernahmen. Die neu abgelieferten Lokomotiven wurden aber für den Einsatz auf der Gotthardstrecke abgezogen, so dass die Victor genannte Lok auf ihrer angestammten Strecke 1921 wieder 35.300 km zurücklegte.
Da die Erprobung der Einzelachsantriebe abgeschlossen war und auf der Strecke Bern–Thun auf Grund der laufend abgelieferten neuen Maschinen keine Verwendung mehr war, wurde nach neuen Aufgaben für das Einzelstück gesucht, weshalb die Lok am 1. Juni 1922 dem Depot Erstfeld zugeteilt wurde. Ihre Aufgabe war die Führung von Personenzügen Erstfeld–Arth-Goldau und Erstfeld–Luzern. Die Tagesleistung betrug dabei immerhin im Schnitt 244 km. 1923/24 führte sie sogar ein Personenzugpaar zwischen Luzern und Bellinzona. 1924 gab es anscheinend einen, nicht nachgewiesenen, grösseren Schaden. Die Jahresleistung war auf jeden Fall nur etwa 2’000 km.
1925 wurde Victor dem Depot Luzern zugeteilt und vom Nebendepot Zug aus eingesetzt. Auch hier kam das Einzelstück im Einsatz zwischen Rotkreuz, Zürich und Arth-Goldau wieder auf beträchtliche 202 km im planmässigen Tageseinsatz. Der Heizkessel für die Zugheizung wurde mittlerweile durch eine elektrische Zugheizung mit 1’000 V ersetzt. Ab 1. Oktober 1926 führte die Lokomotive nur noch ein vormittägliches Güterzugpaar Luzern–Zug–Luzern und diente sonst als Reserve. Ab Mai 1927 erhöhte sich die Leistung aber durch Führung von Personen- und Güterzügen im Dreieck Rotkreuz–Arth-Goldau–Zug wieder auf 135 km pro Tag. Ungefähr ein Jahr später, am 15. Mai 1928, übernahm die Fb 3/5 11201 diese Leistungen. Victor kam zum Depot Zürich und war dort im Rangierdienst tätig. Die Jahresleistung betrug nur noch etwa 7’000 km, verglichen mit 29’000 km im Jahr 1927. 1929 betrug die Jahresleistung noch 592 km.

### Umbau zum selbstfahrenden Schweisswagen
1929 wurde die Be 2/5 als Lokomotive ausrangiert und zum selbstfahrenden Schweisswagen Xe 1/5 99999, später XTe 1/5 99999 hergerichtet. Der Buchli-Antrieb auf der Triebachse II wurde ausgebaut. Nach einigen Quellen wurde die Lokomotive nach einer Transformatorexplosion zum Schweisswagen umgebaut, dies ist aber nicht nachgewiesen und erscheint auch unlogisch, weil die Lokomotive, um selber fahren zu können, nach wie vor einen Transformator benötigte.
Das Fahrzeug wurde am 17. September 1937 ausrangiert und im Dezember 1937 abgebrochen.